# Amphoe Phra Phutthabat

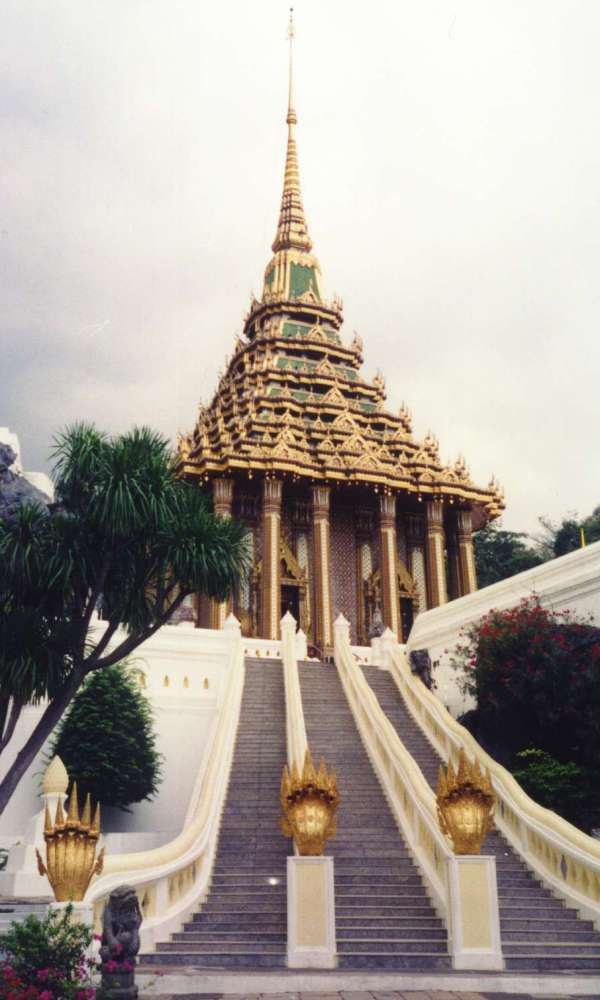
Wat Phra Buddha Baat

Amphoe Phra Phutthabat (in Thai: อำเภอ พระพุทธบาท) ist ein Landkreis (Amphoe – Verwaltungs-Distrikt) in der Provinz Saraburi. Die Provinz Saraburi liegt in der Zentralregion von Thailand.
Der Name des Bezirks stammt vom Wat Phra Phutthabat (Tempel mit dem Fußabdruck Buddhas). Hier fand im 17. Jahrhundert ein Jäger in einem Felsen eine Vertiefung, die wie ein großer Fußabdruck aussah. Im Auftrag des Königs besichtigten weise Männer anschließend diese Stelle und erklärten sie zum „heiligen Fußabdruck des Buddha“. Ein prunkvoller Mondop beschützt heute das Heiligtum.

## Geographie
Die benachbarten Bezirke sind (von Norden im Uhrzeigersinn): Mueang Lop Buri und Phatthana Nikhom der Provinz Lop Buri, weiterhin Amphoe Chaloem Phra Kiat, Amphoe Sao Hai, Amphoe Ban Mo und Amphoe Nong Don der Provinz Saraburi.

## Sehenswürdigkeiten
- Wat Phra Phutthabat – der Tempel mit dem Fußabdruck Buddhas ist einer der wenigen wichtigen Tempel des Landes, die den königlichen Titel Ratchavoramahaviharn verliehen bekommen haben. Auf einem Hügel befindet sich ein kleiner, reich ausgeschmückter Mondop, in dem der hochverehrte Fußabdruck bestaunt werden kann.
- Wat Tham Krabok – ein anderer weltbekannter Tempel in der Nähe, der sowohl wegen eines Flüchtlings-Lagers für Hmong-Vertriebene als auch für sein Drogen-Rehabilitations-Programm bekannt ist. (Siehe auch: Saraburi (Provinz))

## Verwaltung
Provinzverwaltung
Der Landkreis Phra Phutthabat ist in neun Tambon („Unterbezirke“ oder „Gemeinden“) eingeteilt, die sich weiter in 68 Muban („Dörfer“) unterteilen.
| Nr. | Name            | Thai      | Muban | Einw.  |
| --- | --------------- | --------- | ----- | ------ |
| 01. | Phra Phutthabat | พระพุทธบาท | 0-    | 12.369 |
| 02. | Khun Khlon      | ขุนโขลน    | 0-    | 14.313 |
| 03. | Than Kasem      | ธารเกษม   | 08    | 10.818 |
| 04. | Na Yao          | นายาว     | 07    | 03.982 |
| 05. | Phu Kham Chan   | พุคำจาน    | 09    | 03.734 |
| 06. | Khao Wong       | เขาวง     | 09    | 03.641 |
| 07. | Huai Pa Wai     | ห้วยป่าหวาย | 14    | 04.644 |
| 08. | Phu Krang       | พุกร่าง     | 09    | 06.178 |
| 09. | Nong Kae        | หนองแก    | 12    | 04.305 |

Lokalverwaltung
Es gibt eine Kommune mit „Stadt“-Status (Thesaban Mueang) im Landkreis:
- Phra Phutthabat (Thai: เทศบาลเมืองพระพุทธบาท) bestehend aus den kompletten Tambon Phra Phutthabat, Khun Khlon und den Teilen der Tambon Than Kasem, Phu Kham Chan.

Es gibt fünf Kommunen mit „Kleinstadt“-Status (Thesaban Tambon) im Landkreis:
- Than Kasem (Thai: เทศบาลตำบลธารเกษม) bestehend aus Teilen des Tambon Than Kasem.
- Na Yao (Thai: เทศบาลตำบลนายาว) bestehend aus dem kompletten Tambon Na Yao.
- Huai Pa Wai (Thai: เทศบาลตำบลห้วยป่าหวาย) bestehend aus dem kompletten Tambon Huai Pa Wai.
- Nong Kae (Thai: เทศบาลตำบลหนองแก) bestehend aus dem kompletten Tambon Nong Kae.
- Phu Krang (Thai: เทศบาลตำบลพุกร่าง) bestehend aus dem kompletten Tambon Phu Krang.

Außerdem gibt es zwei „Tambon-Verwaltungsorganisationen“ (องค์การบริหารส่วนตำบล – Tambon Administrative Organizations, TAO)
- Phu Kham Chan (Thai: องค์การบริหารส่วนตำบลพุคำจาน) bestehend aus Teilen des Tambon Phu Kham Chan.
- Khao Wong (Thai: องค์การบริหารส่วนตำบลเขาวง) bestehend aus dem kompletten Tambon Khao Wong.